# Santa Teresa di Riva
Santa Teresa di Riva är en ort och kommun i storstadsregionen Messina, innan 2015 i provinsen Messina, i regionen Sicilien i sydvästra Italien. Kommunen hade 9 403 invånare (2017).